# Mostra internazionale di musica leggera 1972
L'ottava edizione della Mostra internazionale di musica leggera si tenne a Venezia dal 21 al 23 settembre 1972.
Alla conduzione della manifestazione Daniele Piombi sostituì Alberto Lupo nella sua prima delle tre conduzioni consecutive. La regìa televisiva era di Antonio Moretti. Le due Gondole d'Oro vennero assegnate a Mia Martini con il brano Donna sola e a Michel Fugain con il brano Un'estate fa, versione italiana di Une belle histoire. Nella categoria Giovani i semifinalisti si riducono a dieci e la Gondola d'Argento venne assegnata a Carla Bissi (in seguito più nota con il nome di Alice) per la canzone La festa mia. Anche il secondo e il terzo classificato raggiungeranno in seguito grande notorietà, Antonello Venditti e Franco Simone.

## Partecipanti

### CategoriaBig
- Mia Martini con Donna sola - "Gondola d'Oro"
- Al Bano con Nel mondo pulito dei fiori
- Orietta Berti con Ancora un po' con sentimento
- Caterina Caselli con Le ali della gioventù
- Gigliola Cinquetti con Tu balli sul mio cuore
- Nicola Di Bari con Occhi chiari
- Rosanna Fratello con Amore di gioventù
- Milva con E per colpa tua...
- Gianni Nazzaro con La nostra canzone
- I Vianella con Amore amore amore amore
- Ornella Vanoni con Io, una donna
- Massimo Ranieri con Ti ruberei
- Mino Reitano con L'amore è un aquilone
- Rita Pavone con Amore, ragazzo mio
- Peppino Di Capri con Solo io
- Iva Zanicchi con Alla mia gente
- Michel Fugain con Un'estate fa (Une belle histoire) - "Gondola d'Oro"
- Xit con I am happy about you
- Kathy and Gulliver con Chelsea
- Pascal Danel con Bambina (Ton âme)
- Greyhound con I've been trying
- Triangle con Viens avec nous
- Unicorn con P.F. Sloan
- Los Machucambos con Ay cosita linda

### CategoriaGiovani

#### Finalisti
- 1º posto – Carla Bissi con La festa mia – "Gondola d'Argento"
- 2º posto – Antonello Venditti con Ciao uomo
- 3º posto – Franco Simone con Con gli occhi chiusi e i pugni stretti
- 4º posto – Roberto Callegaro con La legge della vita

#### Semifinalisti
- Laura Carlini con Sorridere... impossibile
- Ada Mori con L'amore viene, l'amore va
- Gianna Pindi con Per una volta
- Ciro Dammicco con Vorrei poterti dir ti amo
- Piero e i Cottonfields con Il viaggio, la donna, un'altra vita
- Pane, Burro e Marmellata con Che allegria (Happy song)[1]